# Sveti Vincent (otok)
Sveti Vincent je vulkanski otok smješten u Karipskom moru. To je najveći otok države Sveti Vincent i Grenadini, smješten između Svete Lucije i Grenade.

## Etimologija
Otok je ime dobio po svetom Vincentu iz Zaragoze, jer ga je, kako predaja govori, Kristofor Kolumbo otkrio u svom trećem putovanju 1498., na blagdan svetog Vincenta 22. siječnja. No, neki osporavaju to vjerujući da Kolumbo na taj datum nije bio ni blizu otočja. 

## Povijest
U 18. stoljeću su se između ovoga otoka sporili Velika Britanija i Francuska, a 1763. ustupljen je Britancima. Ponovno dolazi do sukoba, ali se 1783. otok ponovno nalazi u britanskim rukama. Nakon osamostaljenja 27. listopada 1979. postao je sjedištem novoosnovane države. 

## Demografija
Na otoku je 2012. živjelo oko 100.000 stanovnika, a u glavnom gradu otoka i države Kingstownu 12.909 stanovnika. Ostali su razmješteni duž obale u ostalih pet većih gradova Layouu, Barroualliu, Chateaubelairu, Georgetownu i Calliaqui. Stanovništvo otoka sebe zove Vincentijancima, a uglavnom ga čine bijeli anglo-francuski doseljenici, Karibljani, doseljeni Indijci te pripadnici mješanih rasa. Godišnja stopa rasta na otocima je 0,5 %. Na otoku kao vjera dominira kršćanstvo (pretežito anglikanci), a ima i nešto malo hindusa. Pismenost otočana vrlo je velika, čak 88 %. Prosječni životni vijek za muškarce iznosi 69 godina, a za žene 74. Nezaposleno je 12 % stanovništva.

## Zemljopis
Otok se dijeli na pet župa. Otok je dug 18 km, a najšira točka otoka iznosi 11 km. Ima površinu od 345 km2, a obalna crta otoka duga je 84 km. Pripada skupini Malim Antilima, a otok je vrlo šumovit i brdovit. Sveti Vincent ima vlažnu tropsku klimu, s prosječnim temperaturama između 18° i 31° Celzijovih. Najviši vrh otoka je La Soufrière, aktivni vulkan visok 1234 metra.

## Vanjske poveznice
|  | Zajednički poslužitelj ima još gradiva o temi Sveti Vincent (otok) |

- U.S. Department of State profile
- St. Vincent and the Grenadines / San Vicente y Las Granadinas Constitution of 1979
- Map
- Hairouna  Arhivirana inačica izvorne stranice od 12. lipnja 2019. (Wayback Machine)